# Данкан Аутон
Данкан Аутон (англ. Duncan Oughton, нар. 14 червня 1977, Веллінгтон) — новозеландський футболіст, що грав на позиції півзахисника.
Виступав протягом усієї кар'єри за американський «Коламбус Крю», а також національну збірну Нової Зеландії.

## Клубна кар'єра

### Ранні роки
Аутон навчався в університеті Отаго у Новій Зеландії, після чого переїхав до США, де в 1997—2000 роках вивчав кінезіологію в Університеті штату Каліфорнія в Фуллертоні, поєднуючи навчання з грою за університетську футбольну команду в Національної асоціації студентського спорту. За «Кал Стейт Фуллертон Тайтанз» зіграв 67 ігор, в яких забив 41 м'яч і віддав 15 результативних передач.

### «Коламбус Крю»
На Супердрафті MLS, що відбувся 5 лютого 2001 року, Аутон був обраний в першому раунді під 10-м номером клубом «Коламбус Крю». Дебютував за команду 12 травня 2001 року в матчі проти «Даллас Берн», в якому він вийшов на заміну на 76-й хвилині. 21 серпня 2004 року в матчі проти «Ді Сі Юнайтед» Данкан забив свій перший гол у MLS.
У матчі плей-офф у жовтні 2004 року Аутон отримав травму правого коліна, у березні 2005 року повторно травмувався. В цілому через травми, відновлювальні операції і післяопераційні реабілітації пропустив 22 місяці. У футбол він повернувся завдяки аутологічної трансплантації хондроцитів — йому пересадили власні хрящові клітини колінного суглоба, вирощені в лабораторії.
Перед сезоном 2007 новозеландець отримав грін-картку і в MLS перестав вважатися іноземним гравцем.
По закінченні сезону 2010 «Коламбус Крю» не продовжив контракт з Аутоном і він брав участь у повторному драфті MLS 2010 року, але його не обрав жоден клуб і Данкан став вільним агентом.
3 лютого 2011 року Данкан Аутон оголосив про завершення футбольної кар'єри і вступив у фронт-офіс «Коламбус Крю», ставши асистентом технічного директора Браяна Блісса. Під час сезону 2013 року він покинув «Коламбус», щоб приєднатися до штабу «Торонто», де він став помічником свого співвітчизника Раяна Нельсена. 31 серпня 2014 року «Торонто» звільнив Нельсена разом з його штабом.

## Виступи за збірну
5 липня 2002 року дебютував в офіційних матчах у складі національної збірної Нової Зеландії в матчі групового етапу домашнього кубка націй ОФК 2002 року проти Таїті (4:0). Загалом зігравши усі 5 матчів на тому турнірі, він здобув з командою золоті нагороди.
Перемога дозволила новозеландцям представляти федерацію на Кубку конфедерацій 2003 року. На турнірі у Франції Аутон зіграв у всіх трьох матчах, але його команда програла всі три гри і не вийшла з групи.
На черговому Кубку націй ОФК 2004 року в Австралії Аутон зіграв у чотирьох матчах, а його збірна сенсаційно посіла третє місце і не вийшла у фінал. Втім вже на наступному Кубку націй ОФК 2008 року Данкан зігравши п'ять матчів вдруге у своїй кар'єрі став континентальним чемпіоном. Це дозволило збірній і Аутону ще раз поїхати на Кубок конфедерацій 2009 року у ПАР. Там він зіграв у одному матчі проти збірної ПАР (0:2).
Після того турніру Аутон за збірну більше не грав. Всього протягом кар'єри у національній команді, яка тривала 8 років, провів у її формі 18 матчів, забивши 2 голи.

## Статистика выступлений

### Клубна статистика
| Виступи           | Виступи           | Виступи           | Лига | Лига | Плей-офф | Плей-офф | Кубок | Кубок | ЛЧ КОНКАКАФ | ЛЧ КОНКАКАФ | Всього | Всього |
| Клуб              | Ліга              | Сезон             | Ігри | Голи | Ігри     | Голи     | Ігри  | Голи  | Ігри        | Голи        | Ігри   | Голи   |
| ----------------- | ----------------- | ----------------- | ---- | ---- | -------- | -------- | ----- | ----- | ----------- | ----------- | ------ | ------ |
| Коламбус Крю      | MLS               | 2001              | 20   | 0    | 0        | 0        | 3     | 0     | —           | —           | 23     | 0      |
| Коламбус Крю      | MLS               | 2002              | 20   | 0    | 5        | 0        | 4     | 0     | —           | —           | 29     | 0      |
| Коламбус Крю      | MLS               | 2003              | 23   | 0    | —        | —        | 1     | 0     | 3           | 0           | 27     | 0      |
| Коламбус Крю      | MLS               | 2004              | 28   | 2    | 2        | 0        | 2     | 0     | —           | —           | 32     | 2      |
| Коламбус Крю      | MLS               | 2005              | 0    | 0    | —        | —        | 0     | 0     | —           | —           | 0      | 0      |
| Коламбус Крю      | MLS               | 2006              | 9    | 0    | —        | —        | 0     | 0     | —           | —           | 9      | 0      |
| Коламбус Крю      | MLS               | 2007              | 19   | 1    | —        | —        | 1     | 0     | —           | —           | 20     | 1      |
| Коламбус Крю      | MLS               | 2008              | 5    | 0    | 0        | 0        | 1     | 0     | —           | —           | 6      | 0      |
| Коламбус Крю      | MLS               | 2009              | 9    | 0    | 0        | 0        | 1     | 1     | 2           | 0           | 12     | 1      |
| Коламбус Крю      | MLS               | 2010              | 3    | 0    | 0        | 0        | 1     | 0     | 4           | 1           | 8      | 1      |
| Коламбус Крю      | Всього            | Всього            | 136  | 3    | 7        | 0        | 14    | 1     | 9           | 1           | 166    | 5      |
| Всього за кар'єру | Всього за кар'єру | Всього за кар'єру | 136  | 3    | 7        | 0        | 14    | 1     | 9           | 1           | 166    | 5      |

Джерела: Soccerway [Архівовано 18 серпня 2020 у Wayback Machine.], Transfermarkt [Архівовано 12 березня 2020 у Wayback Machine.], MLSsoccer.com [Архівовано 28 березня 2020 у Wayback Machine.], SoccerStats.us [Архівовано 7 жовтня 2019 у Wayback Machine.]

### Міжнародна статистика
| Збірна        | Рік    | Ігор | Голів |
| ------------- | ------ | ---- | ----- |
| Нова Зеландія |        |      |       |
| 2002          | 5      | 0    |       |
| 2003          | 6      | 0    |       |
| 2004          | 5      | 2    |       |
| 2007          | 4      | 0    |       |
| 2008          | 2      | 0    |       |
| 2009          | 3      | 0    |       |
| Всього        | Всього | 25   | 2     |

Джерело: National Football Teams [Архівовано 7 жовтня 2019 у Wayback Machine.]
Голи за збірну
| №  | Дата           | Місце                                       | Суперник           | Голи | Результат | Турнір               |
| -- | -------------- | ------------------------------------------- | ------------------ | ---- | --------- | -------------------- |
| 1. | 31 травня 2004 | Марден Спортс Комплекс, Аделаїда, Австралія | Соломонові Острови | 2:0  | 3:0       | Кубок націй ОФК 2004 |
| 2. | 4 червня 2004  | Марден Спортс Комплекс, Аделаїда, Австралія | Таїті              | 8:0  | 10:0      | Кубок націй ОФК 2004 |

## Досягнення
- Чемпіон MLS (володар Кубка MLS): 2008
- Переможець регулярного чемпіонату MLS (3): 2004, 2008, 2009
- Володар Відкритого кубка США: 2002
- Володар Кубка націй ОФК (2): 2002, 2008
- Бронзовий призер Кубка націй ОФК: 2004